# Ansdeno (arrondissement)
Ansdeno (franska: Arrondissement de l’Anse d’Hainault, Anse d’Hainault) är ett arrondissement i Haiti.   Det ligger i departementet Grand'Anse, i den västra delen av landet, 210 km väster om huvudstaden Port-au-Prince. Antalet invånare är 89 597. Arean är 327 kvadratkilometer.
Terrängen i Ansdeno är kuperad.